# The Crazy Ones
The Crazy Ones (Locos al ataque en Hispanoamérica) es una serie de televisión de comedia de situación estadounidense creada por David E. Kelley, y es protagonizada por Robin Williams y Sarah Michelle Gellar. Fue emitida por una temporada en CBS, desde el 26 de septiembre de 2013 hasta el 17 de abril de 2014. Formó parte de la temporada televisiva estadounidense 2013-14 como una entrada a la noche del jueves a las 9:00 p. m. hora del este/ 8:00 p. m. hora central. Bill D'Elia, Dean Lorey y Jason Winer sirvieron como productores ejecutivos para 20th Century Fox Television. Los episodios están vagamente basados en las experiencias de vida de John R. Montgomery.
El 18 de octubre de 2013, CBS dio al programa una orden de una temporada completa. El 27 de febrero de 2014, la serie cambió horarios con Two and a Half Men y comenzó a emitirse a las 9:30 p. m. este/8:30 p. m. centro. CBS canceló la serie el 10 de mayo de 2014, marcando el papel final en televisión de Robin Williams casi tres meses antes de su muerte el 11 de agosto de 2014. La serie estaba disponible en Netflix el 1 de abril de 2015.

## Sinopsis
La serie gira en torno a la vida de un padre, Simon Roberts (Williams), y la de su hija, Sydney Roberts (Gellar). Tanto Simon como Sydney trabajan en la poderosa agencia de publicidad Roberts and Roberts. Simon es un genio de la publicidad, con unos métodos muy poco ortodoxos, que provocarían su despido si no fuese el director de la agencia y si su hija no fuese la directora creativa. Sydney, de hecho, se cuestiona con mucha frecuencia la cordura de su padre, al tiempo que se plantea continuar con su trabajo por su cuenta.

## Elenco y personajes
- Robin Williams como Simon Roberts, el excéntrico ejecutivo de publicidad de Chicago. Robin Williams describe a Simon como "alguien que puede vender cualquier cosa. Puede vender Frappuccino en Starbucks. Puede vender nubes a Dios." Refiriéndose a su vida, fue la inspiración para la historia de fondo de Simon, dice Williams, "Simon es un hombre con una gran cantidad de matices. Ha vivido con fuerza y ha estado en el borde por un largo tiempo. Matrimonios múltiples, rehabilitación, incluso rehabilitación en el país del vino. Confía en mí, he hecho la investigación yo mismo."
- Sarah Michelle Gellar como Sydney Roberts, la hija de Simon la cual es también directora de la agencia de publicidad.
- Jimmy Wolk como Zach Cropper, un director artístico. Zach es el empleado favorito de Simon, a menudo a expensas de Andrew.
- Hamish Linklater como Andrew Keanelly, un redactor. Andrew es conocido como el bufón de la agencia.
- Amanda Setton como Lauren Slotsky, una asistente. Lauren es descrita como mucho más inteligente de lo que al principio parece.

## Episodios
| N.º | Título                           | Dirigido por     | Escrito por                | Fecha de emisión original | Código de prod. | Audiencia (millones) |
| --- | -------------------------------- | ---------------- | -------------------------- | ------------------------- | --------------- | -------------------- |
| 1 | «Pilot»                          | Jason Winer      | David E. Kelley            | 6 de septiembre de 2013   | 1AXB79          | 15,52                |
| Simon y su equipo intentan persuadir a Kelly Clarkson de cantar una canción para su más grande cliente, McDonald's, la cual se resulta contraproducente. |                                  |                  |                            |                           |                 |                      |
| 2 | «The Espectacular»               | Jason Winer      | Joe Port y Joe Wiseman     | 3 de octubre de 2013      | 1AXB02          | 11,71                |
| 3 | «Bad Dad»                        | Jason Winer      | Corey Nickerson            | 10 de octubre de 2013     | 1AXB01          | 9,69                 |
| 4 | «Breakfast Burrito Club»         | Michael P. Jann  | Rob Sudduth                | 17 de octubre de 2013     | 1AXB04          | 9,37                 |
| El grupo trata de hacer una campaña de alimentos para el desayuno, pero terminan por distraerse con sus vidas personales. |                                  |                  |                            |                           |                 |                      |
| 5 | «She's So European»              | Jason Winer      | Dean Lorey                 | 24 de octubre de 2013     | 1AXB05          | 8,69                 |
| 6 | «Hugging the Now»                | Fred Savage      | Ryan Saddatz               | 31 de octubre de 2013     | 1AXB03          | 8,06                 |
| 7 | «Sydney, Australia»              | Bill D'Elia      | Tracy Poust y Jon Kinnally | 7 de noviembre de 2013    | 1AXB06          | 8,00                 |
| El excompañero de trabajo de Sydney, Danny Chase (Josh Groban) escribe una canción sobre ella, pero se comporta como un acosador. Mientras tanto, Simon tiene dificultades para encontrar un terreno de juego para la «Junta de Turismo de Australia». Al final, Danny decide ayudar a Simon. |                                  |                  |                            |                           |                 |                      |
| 8 | «The Stan Wood Account»          | Jason Winer      | Laura Krafft               | 14 de noviembre de 2013   | 1AXB07          | 8,59                 |
| 9 | «Sixteen-Inch Softball»          | Alex Hardcastle  | Amy Hubbs                  | 21 de noviembre de 2013   | 1AXB08          | 8,60                 |
| 10 | «Models Love Magic»              | Fred Savage      | Dean Lorey                 | 5 de diciembre de 2013    | 1AXB10          | 7,58                 |
| 11 | «The Intern»                     | Fred Goss        | Joe Port y Joe Wiseman     | 12 de diciembre de 2013   | 1AXB09          | 7,87                 |
| 12 | «The Face of a Winner»           | Jason Winer      | Mason Steinberg            | 2 de enero de 2014        | 1AXB12          | 8,20                 |
| 13 | «Outbreak»                       | Bill D'Elia      | Rob Sudduth                | 9 de enero de 2014        | 1AXB13          | 9,52                 |
| 14 | «Simon Roberts Was Here»         | Steven Tsuchida  | Ryan Raddatz               | 30 de enero de 2014       | 1AXB14          | 8,25                 |
| 15 | «Dead and Improved»              | Bill D'Elia      | David E. Kelley            | 6 de febrero de 2014      | 1AXB11          | 7,48                 |
| 16 | «Zach Mitzvah»                   | Jason Winer      | Tracy Poust y Jon Kinnally | 27 de febrero de 2014     | 1AXB15          | 7,41                 |
| 17 | «Heavy Meddling»                 | Alex Hardcastle  | Bill Kunstler              | 6 de marzo de 2014        | 1AXB16          | 6,96                 |
| 18 | «March Madness»                  | Linda Mendoza    | Laura Krafft               | 13 de marzo de 2014       | 1AXB17          | 6,71                 |
| 19 | «Danny Chase Hates Brad Paisley» | David Katzenberg | Amy Hubbs                  | 3 de abril de 2014        | 1AXB19          | 6,53                 |
| 20 | «Love Sucks»                     | Bill D'Elia      | Mason Steinberg            | 10 de abril de 2014       | 1AXB18          | 6,87                 |
| 21 | «The Monster»                    | Jason Winer      | Dean Lorey                 | 17 de abril de 2014       | 1AXB21          | 6,19                 |
| 22 | «The Lighthouse»                 | Matt Sohn        | Tracy Poust y Jon Kinnally | 17 de abril de 2014       | 1AXB20          | 5,23                 |

## Recepción
La serie recibió reseñas mixtas de los críticos. Recibió una calificación de 58 sobre 100 en Metacritic, indicando «reseñas mixtas o promedio».
Morgan Jeffery de Digital Spy escribió que «Williams no puede resistirse a recurrir a su vieja bolsa de trucos de vez en cuando: voces de dibujos animados, murmullos, juegos de palabras divagantes, pero hay una cantidad decente de patetismo en su actuación como medio bufón, medio genio. Simon Roberts también y el veterano de la comedia comparten una química cálida y genuina con su hijo en pantalla, Gellar». Rob Owen del Pittsburgh Post-Gazette escribió: «Si The Crazy Ones pueden unirse como una serie con el tiempo sigue siendo una pregunta abierta, pero el piloto ofrece suficiente encanto y humor para justificar una futura consideración».

### Premios y nominaciones
| Premios               | Premios                                          | Premios                              | Premios   | Premios |
| Premio                | Categoría                                        | Nominados                            | Resultado |         |
| --------------------- | ------------------------------------------------ | ------------------------------------ | --------- | ------- |
| People's Choice Award | Nueva comedia de televisión favorita             | Nueva comedia de televisión favorita | Nominados |         |
| People's Choice Award | Actor favorito de una nueva serie de televisión  | Robin Williams                       | Nominado  |         |
| People's Choice Award | Actriz favorita de una nueva serie de televisión | Sarah Michelle Gellar                | Ganadora  |         |